# كيلي هابلي
كيلي إليزابيث هابلي (من مواليد 9 أغسطس 1994) هي لاعبة كرة قدم أمريكية محترفة تلعب كمدافعة لفريق باي إف سي في الدوري الوطني لكرة القدم للسيدات (NWSL). خلال مواسمها الاحترافية الثمانية الأولى مع نادي بورتلاند ثورنز إف سي، فازت ببطولة الدوري الوطني لكرة القدم للسيدات لعامي 2017 و2022، ودرع الدوري الوطني لكرة القدم للسيدات لعام 2021، وجوائز أخرى.